# Omolade Akinremi
Omolade « Lade » Akinremi (née le 13 septembre 1974) est une athlète nigériane, spécialiste du 400 mètres haies. Elle est la sœur jumelle d'Omotayo Akinremi et la sœur cadette de Christy Akinremi.

## Biographie

### Palmarès
| Date | Compétition                   | Lieu             | Résultat | Épreuve     | Temps         |
| ---- | ----------------------------- | ---------------- | -------- | ----------- | ------------- |
| 1990 | Championnats du monde juniors | Plovdiv          | 3e       | 400m haies  | 56 s 97       |
| 1990 | Championnats d'Afrique        | Le Caire         | 1re      | 4 × 400 m   | 3 min 40 s 04 |
| 1991 | Jeux africains                | Le Caire         | 2e       | 400 m haies | 58 s 16       |
| 1992 | Championnats d'Afrique        | Belle Vue Maurel | 3e       | 400 m       | 53 s 14       |
| 1992 | Championnats d'Afrique        | Belle Vue Maurel | 3e       | 400 m haies | 57 s 43       |
| 1993 | Universiade                   | Buffalo          | 7e       | 400 m haies | 58 s 47       |
| 1993 | Universiade                   | Buffalo          | 3e       | 4 × 400 m   | 3 min 34 s 97 |
| 1993 | Championnats d'Afrique        | Durban           | 1re      | 4 x 400 m   | 3 min 33 s 21 |
| 1995 | Championnats du monde         | Göteborg         | 6e       | 4 × 400 m   | 3 min 27 s 85 |
| 1995 | Universiade                   | Fukuoka          | 4e       | 400 m haies | 56 s 11       |
| 1995 | Jeux africains                | Harare           | 1re      | 400 m haies | 56.1          |
| 1995 | Jeux africains                | Harare           | 1re      | 4 x 400 m   | 3 min 27 s 51 |
| 1999 | Jeux africains                | Johannesburg     | 6e       | 400 m haies | 59 s 53       |
| 2003 | Jeux africains                | Abuja            | 1re      | 400 m haies | 56 s 98       |
| 2004 | Championnats d'Afrique        | Brazzaville      | 7e       | 400 m haies | 59 s 08       |

### Records
| Épreuve     | Performance | Lieu    | Date            |
| ----------- | ----------- | ------- | --------------- |
| 400 m       | 53 s 09     | Burnaby | 2 juin 2001     |
| 400 m haies | 55 s 98     | Lagos   | 21 juillet 2001 |